# Bowling aux Jeux panaméricains de 2007
Les épreuves de bowling aux Jeux panaméricains de 2007 se sont déroulées du 23 au 26 juillet 2007 au Qatar Bowling Centre, à Rio de Janeiro, au Brésil. Quatre épreuves de bowling (deux féminines et deux masculines) figuraient au programme. 
Chaque épreuve se déroule sous la forme d'un tournoi 

## Liste des épreuves de bowling
- individuelle féminine
- individuelle masculine
- doublette féminine
- doublette masculine

## Tableau des médailles
|          | Bowling aux Jeux Panaméricains 2007 |    |        |        |       |
| Position | Pays                                | Or | Argent | Bronze | Total |
| Position | Pays                                |    |        |        | Total |
| 1        | États-Unis                          | 4  | 0      | 0      | 4     |
| 2        | Malaisie                            | 3  | 3      | 0      | 6     |
| 3        | Arabie saoudite                     | 2  | 0      | 2      | 4     |
| 4        | Singapour                           | 1  | 2      | 2      | 5     |
| 5        | Indonésie                           | 1  | 1      | 0      | 2     |
| 6        | Japon                               | 1  | 0      | 1      | 2     |
| 7        | Émirats arabes unis                 | 0  | 2      | 1      | 3     |
| 8        | Qatar                               | 0  | 1      | 0      | 1     |
| 9        | Thaïlande                           | 0  | 0      | 2      | 2     |

## Femmes

### Individuel
| Médaille | Nom               | Pays                   | Points |
| -------- | ----------------- | ---------------------- | ------ |
|          | Tennelle Milligan | États-Unis             | ?      |
| Argent   | Alicia Marcano    | Venezuela              | ?      |
| Bronze   | Aumi Guerra       | République dominicaine | ?      |

### Doublette
| Médaille | Nom                              | Pays       | Points |
| -------- | -------------------------------- | ---------- | ------ |
|          | Tennelle Milligan Diandra Asbaty | États-Unis | ?      |
| Argent   | Michelle Ayala Yoselin Leon      | Porto Rico | ?      |
| Bronze   | Kanako Ishimine Maki Nakano      | Japon      | ?      |

## Hommes

### Individuel
| Médaille | Nom            | Pays       | Points |
| -------- | -------------- | ---------- | ------ |
|          | Rhino Page     | États-Unis | ?      |
| Argent   | Daniel Falconi | Mexique    | ?      |
| Bronze   | Lucas Legnani  | Argentine  | ?      |

### Doublette
| Médaille | Nom                                     | Pays                | Points |
| -------- | --------------------------------------- | ------------------- | ------ |
|          | Rhino Page Cassidy Schaub               | États-Unis          | ?      |
| Argent   | Fábio Rezende Rodrigo Hermes            | Brésil              | ?      |
| Bronze   | Nayef Eqab Al Abadla Jamal Ali Mohammad | Émirats arabes unis | ?      |